# Albulatrema ovale
Albulatrema ovale är en plattmaskart. Albulatrema ovale ingår i släktet Albulatrema och familjen Albulatrematidae. Inga underarter finns listade i Catalogue of Life.